# Melanozosteria soror
Melanozosteria soror es una especie de cucaracha terrestre del género Melanozosteria, tribu Polyzosteriini, subfamilia Polyzosteriinae. Fue descrita científicamente por Brunner von Wattenwyl en 1865.

## Distribución
Se distribuye por China, Filipinas, Fiyi, Malasia, Indonesia, Vanuatu, Nueva Caledonia, Tonga, Samoa, islas Marquesas y Estados Unidos.